# Сосьниця-Бжег (Підкарпатське воєводство)
Сосьниця-Бжег (пол. Sośnica-Brzeg) — село в Польщі, у гміні Радимно Ярославського повіту Підкарпатського воєводства.
Населення — 163 особи (2011).

## Демографія
Демографічна структура станом на 31 березня 2011 року:
|          | Загалом | Допрацездатний вік | Працездатний вік | Постпрацездатний вік |
| -------- | ------- | ------------------ | ---------------- | -------------------- |
| Чоловіки | 93      | 20                 | 67               | 6                    |
| Жінки    | 70      | 18                 | 41               | 11                   |
| Разом    | 163     | 38                 | 108              | 17                   |